# Berwickshire
O Berwickshire ou Distrito/Condado de Berwick, na Escócia, era um condado e depois um distrito, na antiga divisão política escocesa, pertencente atualmente a council area (Área de Concelho) de Scottish Borders, na fronteira com a Inglaterra.

## Formação

### Do condado
O distrito de Berwick era antigamente um condado, mas foi abolido em 1975 durante uma reorganização governamental. Sua sede (Count Town), da qual recebeu o nome, era Berwick-upon-Tweed, mas o Burgh real mudou de mãos em 1412, e este condado passou a fazer parte do condado inglês de Northumberland. Posteriormente a administração desde foi concedida a Duns até que a cidade de Greenlaw tornou-se sede em 1596. Quando um conselho do condado foi estabelecido em 1890, Duns tornou-se novamente a Sede, onde a corte foi estabelecida e onde o conselho da região de Scottish Borders ainda mantém um conjunto de escritórios.

### Do distrito
O Ato do Parlamento escocês de 1973 aboliu o condado de Berwick e sua reião foi dividida em quatro distritos, sendo que um manteve o nome de Berwickshire, passando a fazer parte da council area de Scottish Borders.

## O brasão de Berwickshire

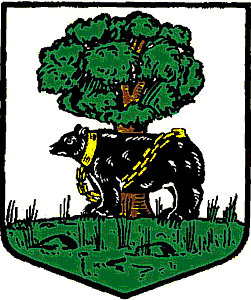
O brasão do Conselho do Condado de Berwick.

O Conselho do Condado de Berwick foi formado em 1890 pelo Ato do Parlamento escocês de 1889, e aplicou uma concessão de armas no mesmo ano, feita por Lord Lyon. O brasão mostra um urso acorrentado a uma árvore da espécie Ulmus glabra, que forma parte da insígnia do borough de Berwick-upon-Tweed e é um trocadilho com o nome da cidade e do conselho.
Em 2 de novembro de 1975, com a abolição do condado, o brasão foi concedido ao Conselho do Distrito de Berwickshire. Com a abolição deste em 1996, o brasão foi revertido para a Coroa da Escócia.

## Lugares importantes
Alguns lugares importantes do Condado de Berwick incluem: Coldingham, Coldstream, Duns, Earlston, Eyemouth, Foulden, Greenlaw, Lauder, Mordington, St. Abbs e Swinton.